# 제3포병여단 (대한민국)

## 편성
- 비공개

## 방송 출연
- MBC 리얼입대 프로젝트 진짜 사나이에 출연하였다.

## 같이 보기
- 대한민국 육군의 부대 조직 및 편성 목록
- 대한민국 육군의 여단 목록